# Коболчинська сільська рада
Кобо́лчинська сільська́ ра́да — адміністративно-територіальна одиниця та орган місцевого самоврядування в Сокирянському районі Чернівецької області. Адміністративний центр — село Коболчин.

## Загальні відомості
- Населення ради: 2 355 осіб (станом на 2001 рік)

## Населені пункти
Сільській раді були підпорядковані населені пункти:
- с. Коболчин

## Склад ради
Рада складалася з 16 депутатів та голови.
- Голова ради: Гринюк Віктор Іванович
- Секретар ради: Петрунік Любов Семенівна

### Керівний склад попередніх скликань
| Прізвище, ім'я, по батькові | Основні відомості                                                 | Дата обрання | Дата звільнення |
| --------------------------- | ----------------------------------------------------------------- | ------------ | --------------- |
| Горинчей Іван Васильович    | Сільський голова, 1950 року народження, безпартійний              | 26.03.2006   | 31.10.2010      |
| Гринюк Віктор Іванович      | Сільський голова, 1966 року народження, освіта вища, безпартійний | 31.10.2010   |                 |

Примітка: таблиця складена за даними сайту Верховної Ради України

### Депутати
За результатами місцевих виборів 2010 року депутатами ради стали:

#### За суб'єктами висування
| Суб'єкт висування                                       | Кількість обраних депутатів | %    |
| ------------------------------------------------------- | --------------------------- | ---- |
| Самовисування                                           | 7                           | 43,8 |
| Партія регіонів                                         | 5                           | 31,3 |
| Політична партія Всеукраїнське об'єднання «Батьківщина» | 2                           | 12,5 |
| Комуністична партія України                             | 1                           | 6,3  |
| Партія Політичне об'єднання «Рідна Вітчизна»            | 1                           | 6,3  |

#### За округами
| № округу                                                | Прізвище, ім'я, по батькові   | Дата визнання обраним | Освіта             | Партійна приналежність                        | Відомості про обраного депутата                       |
| ------------------------------------------------------- | ----------------------------- | --------------------- | ------------------ | --------------------------------------------- | ----------------------------------------------------- |
| Комуністична партія України                             |                               |                       |                    |                                               |                                                       |
| 7                                                       | Коломієць Володимир Дмитрович | 01.11.2010            | середня спеціальна | член Комуністичної партії України             | «Спецгідромонтаж», монтажник                          |
| Партія Політичне об'єднання «Рідна Вітчизна»            |                               |                       |                    |                                               |                                                       |
| 6                                                       | Лоєвська Галина Петрівна      | 01.11.2010            | вища               | член Політичного об'єднання «Рідна Вітчизна»  | Коболчинська сільська рада, соціальний працівник      |
| Партія регіонів                                         |                               |                       |                    |                                               |                                                       |
| 3                                                       | Мітряк Олег Васильович        | 01.11.2010            | вища               | член Партії регіонів                          | Сокирянське вище профучилище, викладач                |
| 4                                                       | Черній Ганна Іванівна         | 01.11.2010            | вища               | член Партії регіонів                          | Сокирянське вище профучилище, викладач                |
| 5                                                       | Бєла Наталія Василівна        | 01.11.2010            | середня            | член Партії регіонів                          | приватний підприємець                                 |
| 8                                                       | Яковина Лідія Григорівна      | 01.11.2010            | вища               | член Партії регіонів                          | Сокирянське вище профучилище, викладач                |
| 10                                                      | Гончар Юрій Іванович          | 01.11.2010            | середня спеціальна | член Партії регіонів                          | Сокирянське вище профучилище, майстер                 |
| Політична партія Всеукраїнське об'єднання «Батьківщина» |                               |                       |                    |                                               |                                                       |
| 11                                                      | Серебрянська Зінаїда Іванівна | 01.11.2010            | середня спеціальна | позапартійна                                  | Споживтовариство, завідувачка магазину                |
| 13                                                      | Вончул Вікторія Петрівна      | 01.11.2010            | вища               | член Всеукраїнського об'єднання «Батьківщина» | Коболчинська загальноосвітня школа I-III ст., вчитель |
| Самовисування                                           |                               |                       |                    |                                               |                                                       |
| 1                                                       | Петрунік Любов Семенівна      | 01.11.2010            | вища               | член Партії регіонів                          | Коболчинська сільська рада, секретар                  |
| 2                                                       | Вончул Петро Максимович       | 01.11.2010            | середня спеціальна | позапартійний                                 | Агрофірма «Коболчинська», майстер                     |
| 9                                                       | Грищук Василь Семенович       | 01.11.2010            | середня спеціальна | член Партії регіонів                          | Агрофірма «Коболчинська», гол.інж                     |
| 12                                                      | Заришняк Надія Василівна      | 01.11.2010            | середня спеціальна | позапартійна                                  | побуткомбінат, швея                                   |
| 14                                                      | Воронюк Василь Васильович     | 01.11.2010            | вища               | позапартійний                                 | районний будинок народної творчості, директор         |
| 15                                                      | Гончар Раїса Іванівна         | 01.11.2010            | середня спеціальна | позапартійна                                  | амбулаторія, фельдшер                                 |
| 16                                                      | Глушко Ніна Федорівна         | 01.11.2010            | вища               | позапартійна                                  | дитячий садок, завідувачка                            |